# Дженніфер Абель
Дженніфер Абель  (англ. Jennifer Abel, 23 серпня 1991) — канадська стрибунка у воду, олімпійська медалістка, триразова чемпіонка Панамериканських ігор.

## Виступи на Олімпіадах
| Олімпіада   | Дисципліна                           | Місце |
| ----------- | ------------------------------------ | ----- |
| Пекін 2008  | трамплін                             | 13    |
| Лондон 2012 | трамплін                             | 6     |
| Лондон 2012 | синхронні стрибки з вишки з трамліна | 3     |
| Ріо 2016    | трамплін                             | 4     |
| Ріо 2016    | синхронні стрибки з вишки з трамліна | 4     |
| Токіо 2020  | трамплін                             | 8     |
| Токіо 2020  | синхронні стрибки з вишки з трамліна | 2     |